# Государственное агентство жилищного строительства Азербайджана
Государственное агентство жилищного строительства Азербайджана (ГАЖС) при президенте Азербайджана (азерб. Mənzil İnşaatı Dövlət Agentliyi (MIDA)) — центральный исполнительный орган, созданный для эффективного использования средств, выделяемых на строительство многоэтажных жилых зданий, и обеспечения граждан с низким и средним уровнем дохода и молодых семей льготным жильем. Агентство также осуществляет государственную политику и регулирование в области городского планирования, дизайна и архитектуры.

## История
Создано 11 апреля 2016 года с целью строительства зданий, которые стоят дешевле, с учетом охраны окружающей среды и требований современного архитектурного стиля.

## Проекты

### Ясамальский жилой комплекс

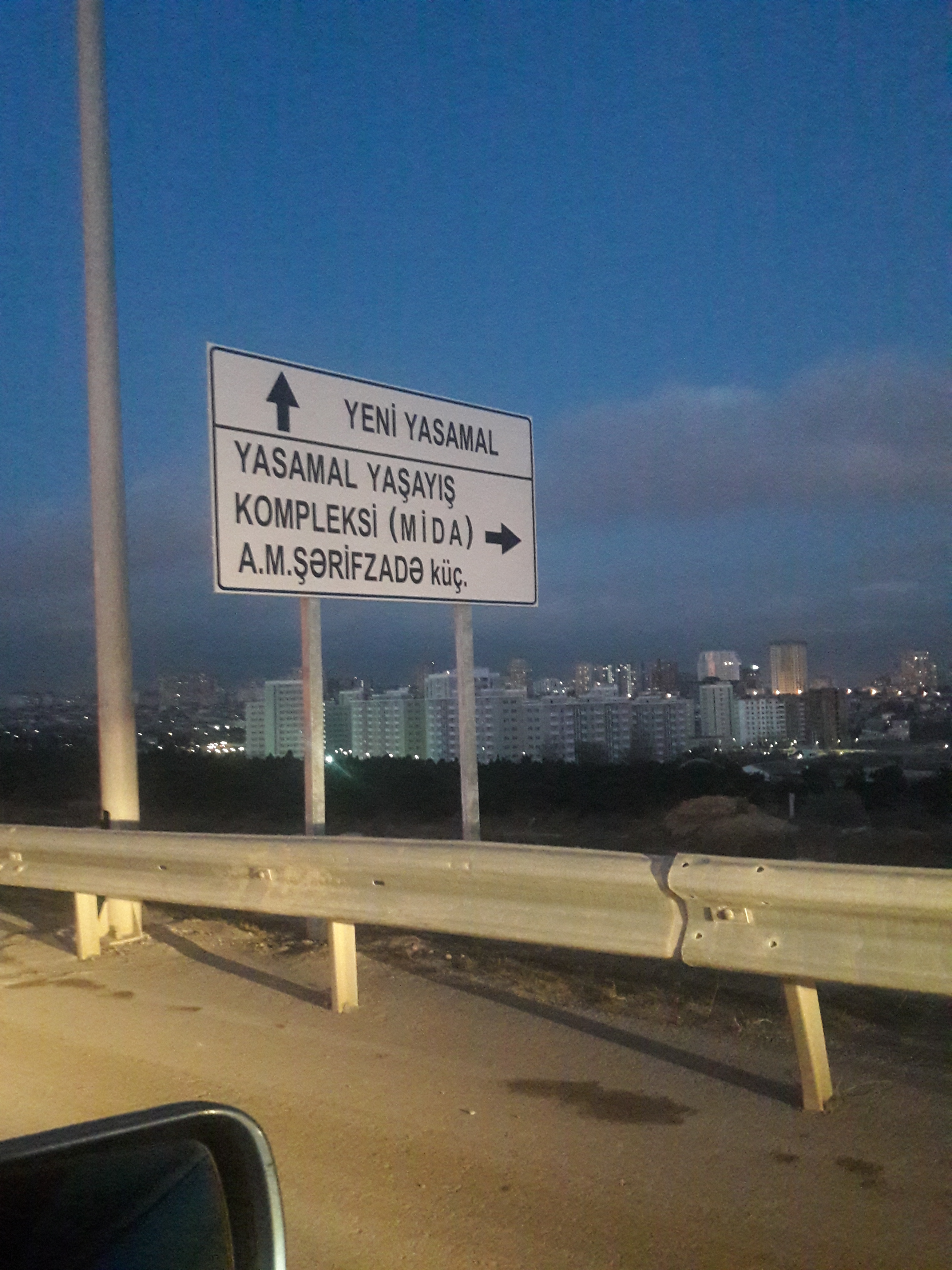

Жилой комплекс «Ясамал», первый проект Государственного агентства жилищного строительства, расположен в Ясамальском районе города Баку, на окраине кольцевой автодороги. Комплекс расположен недалеко от экологически чистого делового центра города.
Первый этап проекта находится на территории общей площадью в 11,6 га. 24 декабря 2016 года заложен фундамент первого 9-этажного жилого здания комплекса и здания средней школы.
Помимо квартир в комплекс также входят двухэтажный детский сад на 240 мест и трехэтажная средняя школа на 960 учеников. Квартиры предлагаются с полным ремонтом и оснащены кухонной мебелью.
Свидетельство о предварительной регистрации права собственности — Свидетельство о государственной регистрации недвижимого имущества предоставляется резидентам с момента поступления квартир из государственного реестра.
Завершение первого этапа и открытие жилого комплекса состоялось в 2018 году. После реализации первого этапа, на соседней территории площадью 15,4 га началось строительство второго этапа проекта.

### Говсанский жилой комплекс
Комплекс находится в восточной части Баку недалеко от посёлка Говсан на территории Сураханского района. В западной части комплекса расположена экологически чистая зона площадью 20 га, состоящая из оливковых и сосновых деревьев.
Открытие жилого комплекса состоялось в 2020 году.

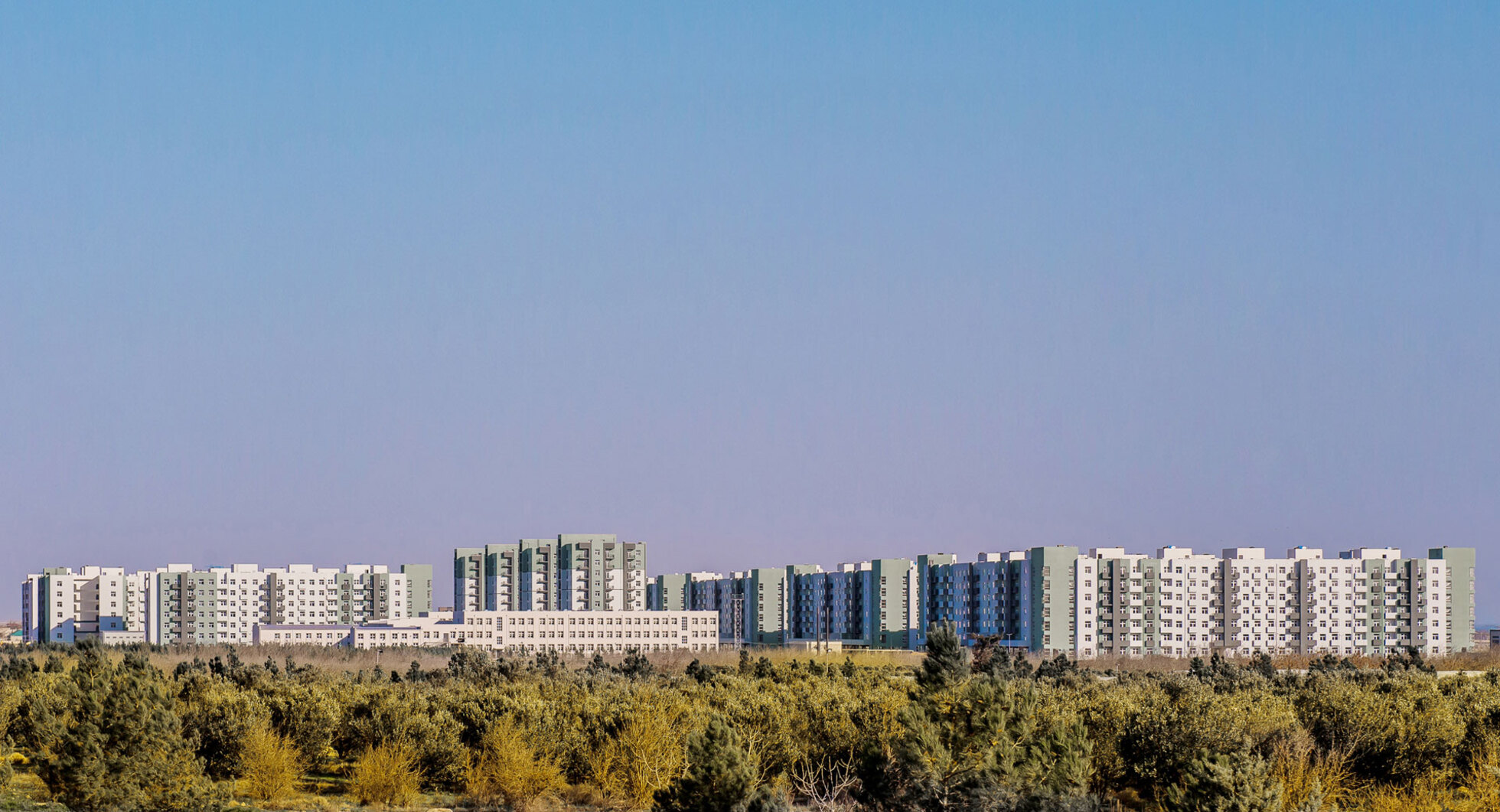
Панорама комплекса

### Гянджинский жилой комплекс
Строительство жилого комплекса в г. Гянджа начато в феврале 2020 года. В комплекс входят 18 многоквартирных зданий, здания общеобразовательных школ № 28 и № 46, нуждающихся в капитальном ремонте, детский сад, иные объекты услуг.

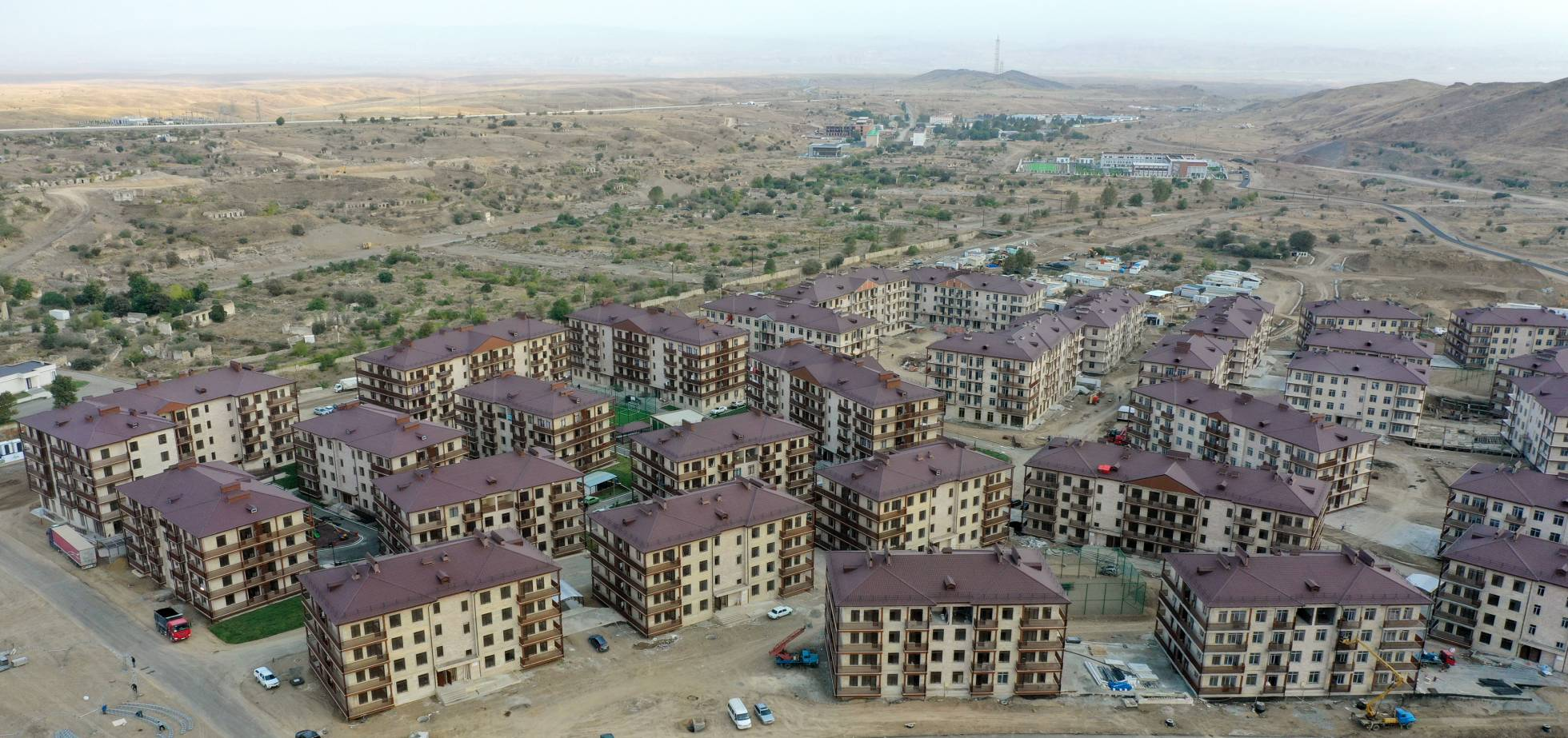
Жилой комплекс Джебраил Октябрь 2024

### Строительство на освобождённых территориях
Агентством осуществлено строительство жилого комплекса в центре г. Джебраил из 33 жилых 4-х и 5-ти этажных зданий, включающего 712 квартир. Комплекс рассчитан на 2158 жителей. 4 октября 2024 года комплекс введён в эксплуатацию. 

## Иная деятельность
В марте 2025 года Агентством начато строительство 5-ти многоквартирных жилых домов в пос. Говсан. Комплекс будет построен на участке 2,31 гектар.

## Председатели правления
- Самир Нуриев (12 апреля 2016 — 21 апреля 2018)[12][13]
- Садиг Иззет оглу Садыгов (19 сентября 2018 — наст. вр.)[14]

## Международное сотрудничество
Агентство осуществляет двустороннее сотрудничество с соответствующими организациями Германии, Сингапура, Турции, России, Бразилии, Мексики, Марокко. Агентство также сотрудничает с некоторыми международными финансовыми агентствами и крупными финансовыми компаниями.